# 根崎村
根崎村（ねさきむら）は、かつて愛知県碧海郡にあった村である。
現在の安城市南部（根崎町など）に該当する。

## 歴史
- 1889年（明治22年）10月1日 - 町村制施行に伴い、碧海郡根崎村が単独で自治体を形成。
- 1906年（明治39年）5月1日 - 碧海郡和泉村・城ヶ入村・西端村・東端村・米津村および榎前村の一部と新設合併し、淵辺村が発足。同日根崎村廃止。